# Taylor Ball
Taylor Benjamin Ball, est un acteur et musicien américain, né le 28 décembre 1987 à San Antonio dans le Texas, aux États-Unis. 
Il est connu pour avoir joué le rôle de Brian Miller dans la sitcom Une famille presque parfaite.

## Filmographie

### Au cinéma
- 2015 : Aliment de Julius Charles Ritter : Cadavre
- 2003 : Une équipe de chefs (en) (Eddie's Million Dollar Cook-Off) de Paul Hoen : Eddie Ogden
- 2002 : Spécial de Ken Tipton : Dennis

### À la télévision
- 2002-2006 : Une famille presque parfaite : Brian Miller (87 épisodes)
- 2002 : Unscripted : Jeune réalisateur (saison 1, épisode 1 et 8)
- 1999 : Walker, Texas Ranger : Éclaireur de bisons #1 (saison 8 épisode 5 : Grand coton)